# 宇宙

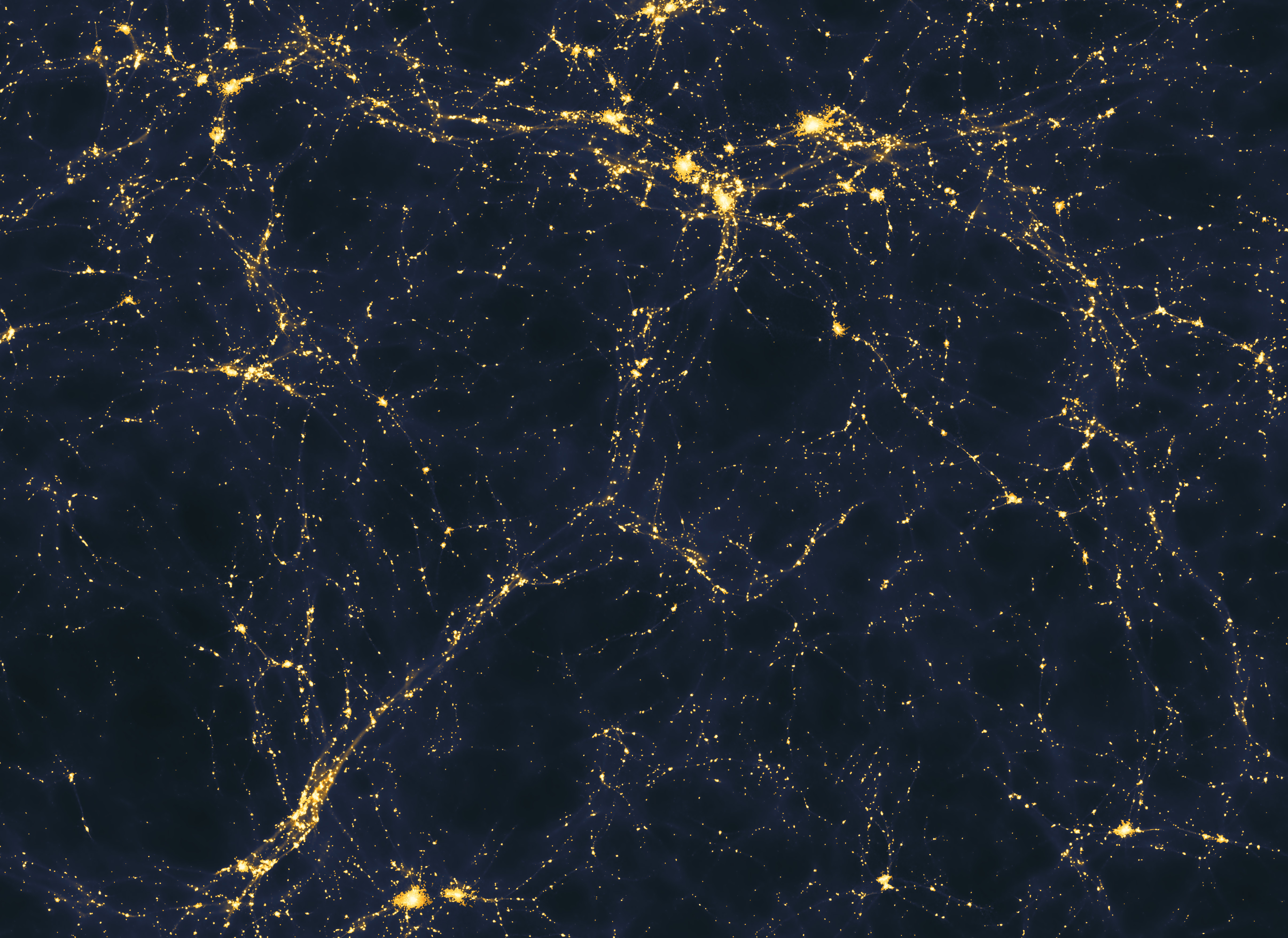
宇宙の大規模構造（コンピュータシミュレーション）

宇宙（うちゅう）について、本項では漢語（およびその借用語）としての「宇宙」と、「宇宙」と漢語訳される様々な概念を扱う。

## 定義
「宇宙」という単語は一般には、cosmos, universe, (outer) space の訳語として用いられる。
英語の cosmos は古代ギリシア語の κόσμος に由来する。κόσμος は原義では秩序だった状態を指すが、ピタゴラスによって世界そのものを指す言葉としても用いられるようになった。「宇宙」は後者の意味に対してあてられる。一般には universe と同義だが cosmos は原義より秩序と調和のあることを含意する。「時間、空間内に秩序をもって存在する『こと』や『もの』の総体」としての宇宙 (cosmos) に関してはコスモスの項も参照。
英語 universe はラテン語 universum に由来し、すべての物と事象の総体を意味する。接頭辞 uni- は数詞の “1” を表すが、universe から派生して multiverse, omniverse などが造語されている。詳細はそれぞれ多元宇宙およびオムニバースの項を参照。
英語 outer space あるいは単に space は、地球の大気圏外の空間や、地球を含む各天体の大気圏外の空間を指し、日本語では「宇宙空間」ないし「外宇宙」の訳があてられ、また日本語においても単に「宇宙」と呼ぶことが一般的である。地球の大気に関して、宇宙空間と大気圏内の境界として（便宜的に）カーマン・ラインが定義されている。詳細は宇宙空間の項を参照。

## 語源
「宇宙」という言葉の確定した起源や意味は不明だが、次のような説がある。
- 「宇」は「天地四方上下」（つまり上下前後左右、三次元空間全体）、「宙」は「往古来今」（つまり過去・現在・未来、時間全体）を意味し（中国の戦国時代の書物・「尸子巻下」）、「宇宙」で時空（時間と空間）の全体を意味する（漢代の書物・「淮南子斉俗訓」）[13]。
- 「宇」は「天」、「宙」は「地」を意味し、「宇宙」で「天地」のことを表す。古代中国の漢字文化で、「宇」と「宙」を組み合わせて生まれた言葉であると言われている。

## 分野ごとの定義
それぞれの観点から見た場合の「宇宙」の定義には、以下のようなものがある。

### 宗教哲学
哲学的・宗教的観点から見た場合、宇宙全体の一部でありながら全体と類似したものを「小宇宙」と呼ぶのに対して、宇宙全体のことを「大宇宙」と呼ぶ。

### 天文学および現代宇宙論
天文学的観点から見た場合、「宇宙」はすべての天体・空間を含む領域をいう。銀河のことを「小宇宙」と呼ぶのに対して「大宇宙」ともいう。

### 航空宇宙および宇宙工学
「地球の大気圏外の空間」という意味では、国際航空連盟 (FAI) の規定によると空気抵抗がほぼ無視できる真空である高度 100 km 以上のことを指す。この基準はカーマン・ラインと呼ばれる。
その他の宇宙と地球大気圏を分ける基準として、アメリカ合衆国における宇宙飛行士の認定プログラムの規定がある。1950年ごろ、アメリカ空軍（USAF）では高度 50 測量マイル（50 ✕ 6336/3937 km ≒ 80.47 km［1959年以前当時］）以上に到達した飛行士を宇宙飛行士と認定する規定を設けていた。連邦航空局（FAA）は USAF の基準を踏襲し 50 測量マイル以上に到達した飛行士を民間宇宙飛行士と認定している。

## 宇宙論の歴史

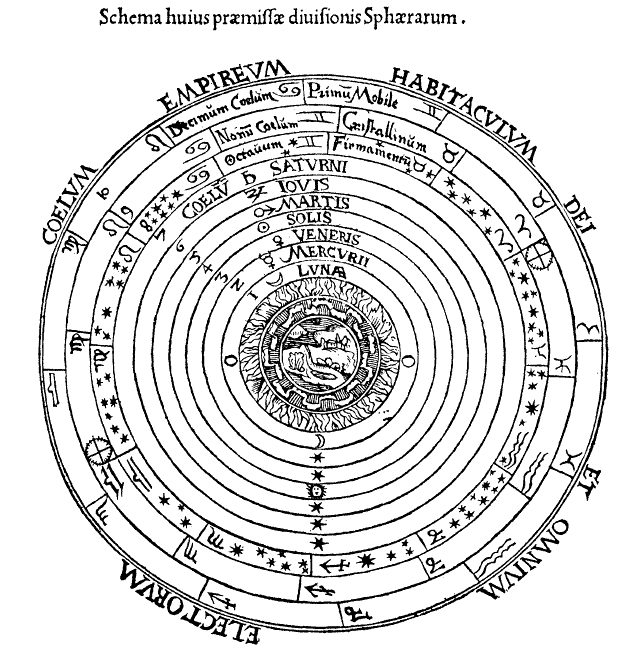
ペトルス・アピアヌス (:en:Petrus Apianus) による Cosmographia 。アリストテレスの説に沿ったコスモス像。地球を中心とした天球の多層構造の図。西洋中世の人々は、地球を宇宙の中心だと考えた。（アントワープ、1539年）

宇宙について説明するにあたり、まず人類がどのように宇宙の理解を深めてきたか、おおまかな流れを解説する。
宇宙がいかに始まったかについての議論は宗教や哲学上の問題として語られ続けている。宇宙に関する説・研究などは宇宙論と呼ばれている。
古代インドのヴェーダでは無からの発生、原初の原人の犠牲による創造、苦行の熱からの創造、といった宇宙生成論があった。古代ギリシャではヘシオドスの『神統記』に宇宙の根源のカオスがあったとする記述があったが、ピタゴラス学派は宇宙をコスモスと見なし、天文現象の背後にひそむ数的な秩序を説明することを追究した。秩序の説明の追究は、やがてエウドクソスによる、地球を27の層からなる天球が囲んでいる、とする説へとつながり、それはまたアリストテレスへの説へと継承された。

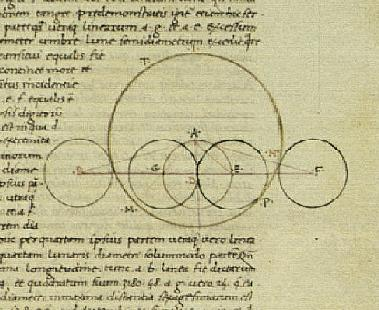
『アルマゲスト』（George of Trebizond によるラテン語版、1451年頃）

2世紀ころのクラウディオス・プトレマイオスは『アルマゲスト』において、天球上における天体の動き（軌道）の数学的な分析を解説した。これによって天動説は大成され、ヨーロッパ中世においてもアリストテレスの説に基づいて宇宙は説明された。しかし天球を用いた天体の説明は、その精緻化とともに、そこにおける天球の数が増えていき、非常に複雑なものとなっていった。こうした状況に対し、ニコラウス・コペルニクスは従来の地球を中心とする説（地球中心説）に対して、太陽中心説を唱えた。この太陽中心説（地動説）は、当初は惑星軌道が楕円を描いていることが知られていなかったために周転円を用いた天動説よりも精度が低いものであったが、やがてヨハネス・ケプラーによる楕円軌道の発見などにより地動説の精度が増していき、天動説に代わって中心的な学説となった。
宇宙は始まりも終わりも無い同じ状態であるものとアイザック・ニュートンは考え、『自然哲学の数学的諸原理』の第3巻「世界の体系について」において、宇宙の数学的な構造を提示し、地球上の物体の運動も天体の運動も万有引力を導入すれば統一的に説明できることを示した。
ニュートンがこうした理論体系を構築した背景には神学的な意図があったとも指摘されている。ニュートンはまた同著でユークリッド幾何学に基づいて時空を定義し、絶対空間および絶対時間という概念を導入した。
科学的な分析が始まった20世紀初頭でも科学者も含めてほとんどの人は宇宙は静的だと見なしていた。20世紀になりアルベルト・アインシュタインにより絶対時間・絶対空間を否定し、宇宙の不安定なモデル（宇宙方程式）が提示され、1927年にジョルジュ・ルメートルが今日ビッグバン理論として知られる説を提唱した。ルメートルの説は1929年にエドウィン・ハッブルが観測した銀河の赤方偏移によって支持された。「ビッグバン」の名称は、ルメートルの非定常な宇宙説に反対の立場を取ったフレッド・ホイルの発言に由来する。今日ではビッグバン理論は多くの宇宙論の研究者によって支持され「標準的宇宙論モデル」を構成する要素になっている。

## 現代宇宙論
一般相対性理論のアインシュタイン方程式は厳密解がいくつか知られており、その中に宇宙の膨張を示す解が存在する。この非定常宇宙モデルは、宇宙が過去のある時点に誕生したことを示唆している。この宇宙の誕生と初期宇宙を説明する理論として、ビッグバン宇宙論がある。ビッグバン理論において、宇宙は誕生直後に指数関数的な膨張（宇宙のインフレーション）を経験したと推定される。
現在、4つの基本相互作用が存在することが知られているが、統一場理論に基づき、これらの基本相互作用は初期宇宙では区別なく統一されていたと考えられている。例えばワインバーグ＝サラム理論により、電磁相互作用と弱い相互作用が統一されることが知られている。基本相互作用は宇宙が膨張し冷却されるにつれて分離されたと考えられている。
亜原子粒子や原子や分子は宇宙が膨張し冷却される過程で生まれたと考えられている。また恒星や銀河などの天体は、水素およびヘリウムからなる分子雲からが生まれたと考えられている（宇宙の誕生と進化の項を参照）。
ビッグバン理論を構成する宇宙論的パラメータに関する仮説はΛ-CDMモデル（Lambda-CDM model）としてまとめられている。だが、これについては異論もある。もしこのモデルを採用するならば、宇宙は原子（バリオン）からなる通常の物質（matter）、ダークマター（dark matter）、そしてダークエネルギー（dark energy）から構成される、とされる。現代の物理学で記述できる通常の物質が占める割合は5%程度であり、ダークマター・ダークエネルギーからなる残りの95%は現在も正体がわかっていない。各成分の構成比率は時間とともに変化しており、現在はダークエネルギー優勢時代（dark energy-dominated era）と推定され、ダークエネルギーの影響により宇宙の膨張が以前より加速している（宇宙の加速膨張）、とされている。

### 宇宙の大きさ
人間は宇宙の端まで観測することは不可能であるため、実際の大きさは不明である。宇宙が有限と仮定すれば、ハッブル体積で地球より250倍以上あると天文学界は推測している。ハートル＝ホーキングの境界条件を使った推定値は{\displaystyle 10^{10^{10^{122}}}}メガパーセクである。

### 宇宙の年齢
宇宙の誕生から現在までの経過時間は様々な方法やモデルに基づいて計算されている。
2003年、NASAの宇宙探査機WMAPによる宇宙マイクロ波背景放射の観測値を根拠に計算したものによると、約137億歳（正確には、13.772 ± 0.059 Gyr）と推算された。この値は、他の放射年代測定を根拠に計算された110–200億歳や130–150億歳とする大雑把な推定値とも矛盾しない。
2013年3月21日、欧州宇宙機関（ESA）は「宇宙の誕生時期がこれまでの通説より1億年古い、約138億年前（正確には、13.798 ± 0.037 Gyr）である」と発表した。

### 宇宙の成分

原子でできている通常の物質は宇宙全体の5%にも満たない。

宇宙は何でできているか、またその占める割合については、かつては光を含む電磁波による観測から求められていた。ところが、様々な研究を通じて必ずしも観測できるものだけが宇宙を構成しているとは考えられなくなった。やがて宇宙の成分は原子である物質ではなく、エネルギーの比で表されるようになり、むしろ未だ正体が判明しないダークマターとダークエネルギーとの割合が多数を占めるようになった。宇宙マイクロ波背景放射の観測で得た宇宙初期のむらから当初試算されたエネルギー比は、ダークエネルギー72.8%・ダークマター22.7%・物質（原子）4.5%だったが、宇宙探査機WMAPや人工衛星プランクの観測によって、2003年以降、精度が高められ、以下の数値になった。
- ダークエネルギー： 68.3%
- 暗黒物質（ダークマター）： 26.8%
- 原子： 4.9%

人類はその目に映る物質の根源や力の法則を明らかにする研究を続け素粒子物理学を構築している。それは宇宙開闢の様子さえ理論化に成功した。ところが、宇宙の研究においてこれらの考察が宇宙全エネルギーの4.9%程度にしかならず、残りの95%は、そのようなものがあるという程度しか理解が及んでいない。この分野への科学的探究が求められている。
宇宙にある元素は、水素原子が93.3%を、ヘリウム原子が6.49%を占める。また、観測可能宇宙内の原子の総数は、足し合わせると10の80乗個程度となる。観測可能な宇宙に原子がいくつあるかについては、銀河の数(1011～1012)、銀河当たりの星の数(1011～1012)から星の数(1023)を求め、続いて星の平均重量(1032Kg)から全体の重量(1055Kg)を求め、そして1Kg当たりの原子数(1027個)から全原子数(1082個)を求めている例もある。

### 宇宙の膨張
20世紀に入り行われた観測から、宇宙は膨張をしていると見なされている。だが過去には様々な考えがあった。アイザック・ニュートンは絶対時間・絶対空間の前提から導かれたニュートン力学が支持され、人々は宇宙は静的で定常であると見なしていた。
1915年にアルベルト・アインシュタインが発表した一般相対性理論では、エネルギーと時空の曲率の間の関係を記述する重力場方程式（アインシュタイン方程式）があった。この方程式が導き出す宇宙の未来は、星々の重力によって宇宙は収縮に転じ、やがて一点に潰れるというものだった。この解は、アインシュタイン自身やウィレム・ド・ジッター、アレクサンドル・フリードマン、ジョルジュ・ルメートルらによって導かれた。当初アインシュタインは、宇宙は定常であると考えていたため自分が見つけた解に定数（宇宙定数）を加えることで宇宙が定常になるように式に手直しを加えた。
1929年にエドウィン・ハッブルが、すべての銀河が遠ざかっている事を発見し、さらに距離が遠い銀河ほど遠ざかる速度が早いことを見出した（ハッブルの法則）。この観測結果から「膨張する宇宙」という概念が生じ、アインシュタインも「人生最大の誤り」と述べ重力場方程式から宇宙定数を外した。

#### 膨張の中心
すべての天体を含む宇宙全体が膨張しているため、無数の銀河がほぼ一様に分布していて、その距離に比例した速度で遠ざかっている。そのため、いずれかの銀河から見たとしても、同じ速度に見える（膨張宇宙論）。「宇宙原理を採用すれば、宇宙には果てがない」と言うため、これを信じれば宇宙膨張の中心は存在しない。銀河の後退速度が光速に等しくなる距離は、宇宙論的固有距離において地球から約150億光年のところとなる。宇宙年齢に光速をかけた距離とこの距離が近似するのは偶然である。これはハッブルが発見したため、ここまでの距離はハッブル距離、あるいはハッブル半径と呼ばれるが、これは宇宙の地平面（宇宙の事象の地平面、あるいは粒子的地平面）ではない。光速を超えて遠ざかる天体は赤方偏移Z=1.6程度の天体と考えられるが、この値を超える天体はすでに1000個程度観測されている。

### 宇宙の誕生

ビッグバン理論では、宇宙は極端な高温高密度の状態で生まれたとされる（下）。その後、空間自体が時間の経過とともに膨張し、銀河はそれに乗って互いに離れていく（中、上）

ビッグバン理論（ビッグバン仮説）では、宇宙の始まりはビッグバンと呼ばれる大爆発であったとされている。ハッブルの法則によると、地球から遠ざかる天体の速さは地球からの距離に比例している。そのため、逆に時間を遡れば、過去のある時点ではすべての天体は1点に集まっていた、つまり宇宙全体が非常に小さく高温・高密度の状態にあった、と推定される。このような初期宇宙のモデルは「ビッグバン・モデル」と呼ばれ、1940年代にジョージ・ガモフが物理学の理論へ纏め上げた。
ガモフはビッグバンの時に発せられた光がマイクロ波として観測されるはずと予言した。その後、1965年にアーノ・ペンジアスとロバート・W・ウィルソンによって、宇宙のあらゆる方角から放射される絶対温度3度の黒体放射に相当するマイクロ波（宇宙背景放射）が発見された。これは宇宙初期の高温な時代に放たれた熱放射の名残とみなされ、予言の正しさを裏付ける証拠とされた。
ビッグバン・モデルの研究は進み、例えばその温度についてガモフは100億度程度と考えたが、後に1031度と試算されている。ビッグバン直後の宇宙には物質は存在せず、エネルギーのみが満ちた世界だったと考えられている。理論によると、物質の基礎になる素粒子は100万分の1秒が経過した頃に生じ、その時には温度が10兆度程度まで下がった。1万分の1秒後に温度は1兆度になり、陽子や中性子が出来上がった。宇宙は膨張しながらさらに冷え、3分後には水素・ヘリウム・リチウムなどの原子核や電子が生じ、温度は10億度になった。38万年が経過すると温度は3800度程度になり、電子が原子核に囚われて原子となって、ビッグバンが起こった時に生じた光子が素粒子に邪魔されずに真っ直ぐ進めるようになった。これは「宇宙の晴れ上がり」と呼ばれ、この光が宇宙背景放射である。原子は電気的に中性で反発しないため、やがて重力で纏まり始めて、約1～1.5億年後にはファーストスターが、約9億年後には星や銀河を形成するようになった。
しかしその後、宇宙の地平線問題や平坦性問題といった、初期の単純なビッグバン理論では説明できない問題が出てきた。これらを解決する理論として1980年代にインフレーション理論が提唱され、ビッグバン以前に急激な膨張（インフレーション）が起こった、とされるようになった。この理論では宇宙の真の誕生はビッグバンの前に無から生じ、急激な膨張（インフレーション）を経てからビッグバンが起こったという。インフレーション時に内包するエネルギーにはわずかなムラがあり、このムラが原子の集積を呼び込んだ事、またムラが一様だったため宇宙が平坦になったとしている。提唱当時のインフレーション理論には観測結果が伴っていなかったが、後に精密な宇宙背景放射の測定が理論と一致する事が判明し、信頼性が高まった。

### 宇宙の未来
宇宙定数を取り除いたアインシュタイン方程式の解が示す宇宙の未来は、膨張がやがて収縮し、最終的に一点につぶれるビッグクランチと呼ばれるモデルであった。地球表面でボールを空に投げると高く上がるが、やがて勢いが無くなり落ちて来る。同様に、膨張の原動力である熱や光の放出の力が低下し、重力が優勢になると宇宙は膨張速度を落とし、収縮に転じる。ほとんどの科学者はこのモデルを支持していた。
ところが1998年に膨張速度を観測した2つのグループが、宇宙誕生後70億年頃から加速膨張が始まったと発表し、未来モデルは書き換えられた。宇宙を加速膨張させる原動力は謎のままダークエネルギーと名付けられ、将来的にこの量がどのように推移するかによって2つのモデルが作られた。ダークエネルギーの増加が続き膨張が加速され続けてやがて無限大になると、宇宙は素粒子レベルまでばらばらに引き裂かれて終焉を迎える。これはビッグリップと呼ばれる。ダークエネルギーによる膨張が無限大に達しなければ、宇宙は緩やかに膨張を続けながらも破綻しない可能性もある。

## 宇宙における距離
天文的な距離を表すのには光年がよく用いられるが、銀河団間の距離や宇宙の構造を取り扱う場合にはメガパーセク (Mpc) が使われることがある。1メガパーセクは326万光年。
- 宇宙膨張を考慮した最大観測可能距離（共動距離）：14000 Mpc
- 見かけ上の最大観測可能距離：4200 Mpc
- 各クエーサーまでの距離：600〜4000 Mpc
- ヘルクレス座・かんむり座グレートウォールの大きさ：3000 Mpc
- うお座・くじら座超銀河団Complexの全長：300 Mpc
- シャプレー超銀河団までの距離：200 Mpc
- かみのけ座銀河団までの距離：90 Mpc
- グレートアトラクターまでの距離：68 Mpc
- ケンタウルス座銀河団までの距離：48 Mpc
- 晴れ上がり時の宇宙の大きさ（観測可能宇宙の直径）：25Mpc
- おとめ座銀河団までの平均距離：20 Mpc
- アンドロメダ銀河までの距離：0.7 Mpc
- 銀河系の直径：0.03 Mpc
- ハッブル定数：67 km/s/Mpc

おとめ座超銀河団の隣の超銀河団は、うみへび座ケンタウルス座超銀河団であるが、両者は非常に近い関係にある。
クエーサーは、天体の中でも最も明るいものであるが、宇宙が若い頃（20億〜30億歳の頃）に多く形成された天体であるため、遠くに見えている。（遠くの天体は過去の事象が見えている）
ヘルクレス座かんむり座グレートウォールは、今までに観測された中で最も大きな宇宙の大規模構造。
かみのけ座銀河団を核とするかみのけ座超銀河団も、おとめ座超銀河団の隣の超銀河団であるが、所属するフィラメントは異なる。かみのけ座超銀河団はかみのけ座ウォールの中心部である。
ハッブルの法則をおとめ座銀河団に当てはめてみると、20 Mpc × 67 km/s/Mpc = 1340 km/s となり、おとめ座銀河団は、1340 km/s という速度で、我々から遠ざかっている。ここから、おとめ座銀河団の重力による銀河系がおとめ座方向へ近づく速度 185 km/s を引くことにより、実際の相対速度1155km/sが導かれる。
シャプレー超銀河団は、ラニアケア超銀河団の隣の超銀河団。

## 人類の宇宙観

### 宇宙の階層構造
地球は惑星のひとつであり、周囲に月が回っている。いくつかの惑星が太陽の周りを回っている。太陽とその周りを回る惑星、その周りを回る衛星、そして準惑星、小惑星や彗星が太陽系を構成している。
太陽のように自ら光っている星を恒星という。恒星が集まって星団を形成し、恒星や星団が集まって銀河を形成している。銀河に含まれる恒星の数は、小さい銀河で1000万程度、巨大な銀河では100兆個に達するものもあると見られている。
銀河は単独で存在することもあるし、集団で存在することもある。銀河の集団は、銀河群、銀河団と呼ばれる。それらがさらに集まったものは超銀河団と呼ばれる。さらに巨視的には、いくつもの超銀河団が壁状あるいは柱状に連なったようになっていて、これを銀河フィラメントと呼ぶ。壁状のものは特に銀河ウォールもしくはグレートウォールなどとも呼ぶ。銀河ウォールや銀河フィラメントの周囲には銀河がほとんど存在しないような空虚な大空間が広がっていて、この空間を超空洞（ボイド）と呼ぶ。現在の科学で観測されうる最大の宇宙の構造がこの超空洞と銀河フィラメントの重層構造であり、これを宇宙の大規模構造と呼ぶ。この構造は面と空洞から成ることから「宇宙の泡構造」としてよく表現される。
我々の住む銀河は、銀河系あるいは天の川銀河と呼ばれ、2000億～4000億個の恒星が存在している。天の川銀河は直径10万光年ほどの大きさで、地球から見ると文字通り天の川となって見える。星座を形づくるような明るい星は地球の近傍にある星であり、ほとんどは数光年から千数百光年ほどの距離にある。
天の川銀河の所属する銀河群は局所銀河群と呼ばれ、局所銀河群はおとめ座超銀河団の一員である。また、おとめ座超銀河団は、「うお座・くじら座超銀河団Complex」という名の長さ10億光年の銀河フィラメントの一部である。
なお、超銀河団の枠組みとしては、おとめ座超銀河団より大きな範囲となるラニアケア超銀河団を設定すべきとの考えもある。ラニアケア超銀河団の中心には、グレートアトラクターと呼ばれる巨大な重力源が存在し、おとめ座超銀河団も、それにより引きつけられている。ただし、宇宙膨張によって引き離される力のほうが大きいので近づいているわけではない。
地球から観測可能な範囲（光が届く範囲）には、少なくとも1700億個の銀河が存在すると考えられている。
| Constituent spatial scales of the observable universe |
| --- |
| このダイアグラムは宇宙を視る視野を、まず地球あたりだけに焦点をあてた状態から始めて、次第に大規模なスケールへと変化させている。各写真の視野のスケールは、左から右へと、そして上から下へと大きくなる。 |

### 地球上の人類が観測可能な範囲

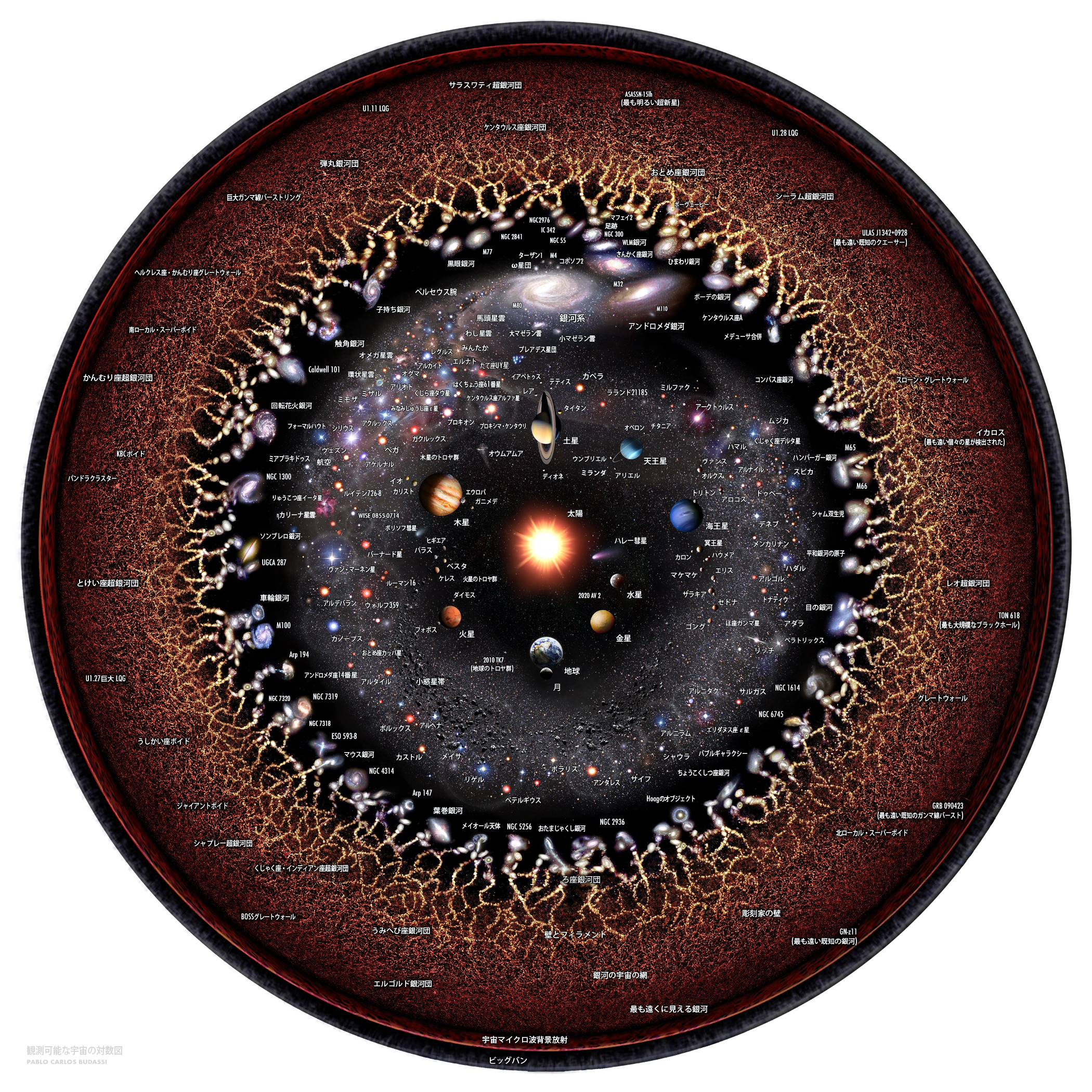
中世に似た、現代の人類中心の宇宙観。観測可能な宇宙は無数に選択肢があるが、人類が住む太陽系を宇宙の中心であるかのように見立てて宇宙を対数スケールで表した図。

上で説明したように、本当の宇宙全体の大きさは全然分かっていないが、現時点での観測可能な限界ライン（宇宙の地平線）の算出というのは、全然別の簡単な問題であり、簡単に算出できる。地球から理論上観測可能な領域（観測可能な宇宙）は、半径約450億光年の球状の範囲である。ただしこの大きさは赤方偏移から計算された理論上の値であり、直接の観測によって正確に分かっているわけではない。
なお現代の自然科学では宇宙に特別な中心があるとは考えられておらず、宇宙全体について考察するとき、人類や地球を特別扱いして中心として扱うなどという考え方はそもそも根本的に間違っている、もってのほかだ、と考えられている、ということは強調しておかなければならない。
「天体から放たれた光が地球にたどり着くまでの時間に光速をかけたもの」は光路距離（あるいは光行距離）と呼ばれている。これは光が地球に届くまでの間に、光の旅した道のりを表す。光路距離では、電磁波により観測される宇宙の果てから地球までの光の旅した道のりは約138億光年と推定されている。これは光速に宇宙の年齢をかけたものだが、この値は先に述べた2つの距離（450億光年、4100万光年）と値が異なっている。光が地球に届く間に宇宙が膨張し、そのため光の道のりが延び、また光を放った空間が遠ざかるからである。つまり、光路距離はある時刻における空間上の2点間の距離を指し示すものではない。天文学では光路距離を天体までの距離とみなすことが多いが、それは我々に届く光が旅した道のりであり、現在の天体までの距離や、天体が光を放ったときの天体までの距離を示すものではない。
現在（21世紀初頭）の地球上の人類が観測することができる最も古い時代に放たれた光は、約138億年前に約4100万光年離れた空間から放たれた光だ、などと、最近数十年は考えられており、「その光源がある空間は、現在450億光年の彼方にあり、光は138億年かけて138億光年の道のりを旅してきた。わずか4100万光年の距離を光が進むのに138億年もの時間を費やしたのは宇宙の膨張が地球への接近を阻んだためだ」などと、ここ数十年の物理学者・天文学者などによって考えられている。（なおこれを分かりやすく喩えると、流れの速い川を上流へ向かう船がなかなか前に進めないという状況に似ている。「宇宙空間の膨張」という仮定はそもそも一般相対性理論を原理に据えて導き出しているわけだが、電磁波の媒質である空間の膨張により地球を基点としたときの、地球から離れた場所にある光の速度が変化しても特殊相対性理論における「光速度不変の法則」とは矛盾しない）。
《地球上から見ることができる宇宙の大きさ》とは、人間が物理的に観測可能な宇宙の時空の最大範囲を指す表現である。宇宙は膨張し続けているため、宇宙の大きさをと言うと、観測できる光のなかでも、最も古い時代に光が放たれた空間のことを指している。この空間から光が放たれたとき、つまり約138億年前（宇宙の晴れ上がり直後）、この空間（観測可能な宇宙の果て）は地球がある位置から（地球を中心とする全方向に宇宙論的固有距離において）約4100万光年離れたところにあった。そしてこの空間は、地球の位置から、光の約60倍の速度で遠ざかっていた、とされる。この空間までの現在の距離である共動距離は、約450億光年と推定されている。
なお典型的な銀河の直径でも3万光年であり、隣どうしの銀河の間の典型的な距離は300万光年にすぎない。例えば、我々人類が属している天の川銀河はざっと10万光年の直径であり、我々の銀河に最も近い銀河のアンドロメダ銀河はおよそ250万光年離れている。観測可能な宇宙の範囲内だけでもおそらく1000億個（1011個）の銀河が存在している。
人類の宇宙観は、ここ百年ほどの間で大きく進展してきた。学問的には、静的な宇宙観から動的な宇宙観へと移行し、科学技術的には、人類は有人宇宙飛行を実現し、地球以外の天体である月に降り立ち、国際宇宙ステーションも建造した。宇宙に関するSFや映画などの創作物も啓蒙的な意義を持っていた。
中でも物理学上の時空間に関する観念の変革は、大きな意味を持っている。学問上の大きな起点となったばかりではなく、我々の生活上の常識からの類推が、宇宙の本質を考察するためには全く不適合であることを示した意味合いも持っている。

### 奇蹟的な宇宙
そのように、物理学に大改革がもたらされた当初、この宇宙に存在する各物理定数がどうしてそのような値になったのかも次第に解明されていくものと思われていた。しかし、超ひも理論などによれば、今の宇宙に見られる物理定数は、宇宙創世時にたまたまそうなっただけで、実はどんな値でも採り得たというのである。そのパターンは実に10の500乗通りにも及ぶという。そしてこれらの値は、人間の存在のために都合良く出来過ぎている。つまり、我々の住む宇宙は奇蹟的な宇宙なのである。この宇宙の不思議さに対して、これを紐解こうとする試みもある。人間原理によれば、生成される宇宙は無数にあるため、その中のひとつがたまたま人間に都合がよくても驚くに当たらない、という。例えば、10の500乗個の宇宙があれば、10の500乗のパターンのうちの特別なひとつが現れたとしても不思議ではなく、我々がたまたまそこに居るだけということになる。

## 宇宙と哲学
「宇宙は何故あるのか」のような問いは存在論と呼ばれ、認識論と並ぶ形而上学の主要テーマのひとつである。
ライプニッツは、存在論において「なぜ何もないのではなく、何かがあるのか」という形でこれを定式化し、カントやショーペンハウアー、ベルクソンらが取り組み、ハイデガーもまたこの問題の重要性を説いた。
これに対し、ウィトゲンシュタインをはじめとする不可知論の立場からは、「語りえないものについては、沈黙しなければならない」との論がある。

## 地球外生命の存在
地球が宇宙において典型的な天体であると仮定すると、宇宙には数多くの地球外生命が存在することになる。しかし現在に至るまで地球外生命の存在が確認されたことはなく、この問題は天文学上の未解決問題の一つとされている。
星に人が住んでいるという着想は古来より見られる。日本最古の物語とされる竹取物語においても、かぐや姫は月の住人であり、ローマ帝国時代の作家の作品には太陽の住人や金星の住人の話が出てくるという。

## 宇宙の観測・探査
- 公開天文台一覧：日本の公共天文台を主に扱っているページ
- 天文台一覧：海外の天文台を主に扱っているページ
- 宇宙望遠鏡の一覧
- 望遠鏡・宇宙望遠鏡の項なども参照のこと

## 宇宙開発
人工衛星や宇宙ステーションなど、地球の軌道上の人工天体が開発されている。これらの人工天体は例えば、GPSなどの衛星測位システムや微小重力実験などの科学実験のために利用されている。
宇宙開発やその周辺技術について、現時点で実現されていないが実現のための研究開発が行われている、あるいは概念として提案されているものとして、宇宙太陽光発電や軌道エレベータなどがある。
宇宙太陽光発電は、宇宙空間での太陽光発電と無線による送電を組み合わせたシステムである。宇宙空間での太陽光発電は、大気による減衰がなく、また天候の変化や昼夜の移り変わりに左右されないため、地上における太陽光発電に比べて大きな電力が安定して得られることが見込まれている。
軌道エレベータは、静止衛星軌道上の宇宙基地と地上とを結ぶケーブル上を往復する乗り物である。軌道エレベータは、従来のロケットによる輸送に比べて、安定的に大容量の貨物を輸送できると見込まれている。

## 並行宇宙
理論物理学において、並行宇宙の存在を議論することがあり、多元宇宙論として知られる。